# Isla de Ratas
La Isla de Ratas o Isla de la Libertad es un islote de piedra de 4 ha de superficie en una zona muy baja del centro de la bahía de Montevideo donde apenas se puede navegar. Es también llamada Isla Libertad desde 1843, cuando en el transcurso de la Guerra Grande, la escuadra dirigida por el almirante Guillermo Brown, que apoyaba a Manuel Oribe, fue rechazada de allí por la escuadra británica al mando del comodoro John Brett Purvis quien debía cubrir el desembarco de marinos uruguayos encabezados por Giuseppe Garibaldi.

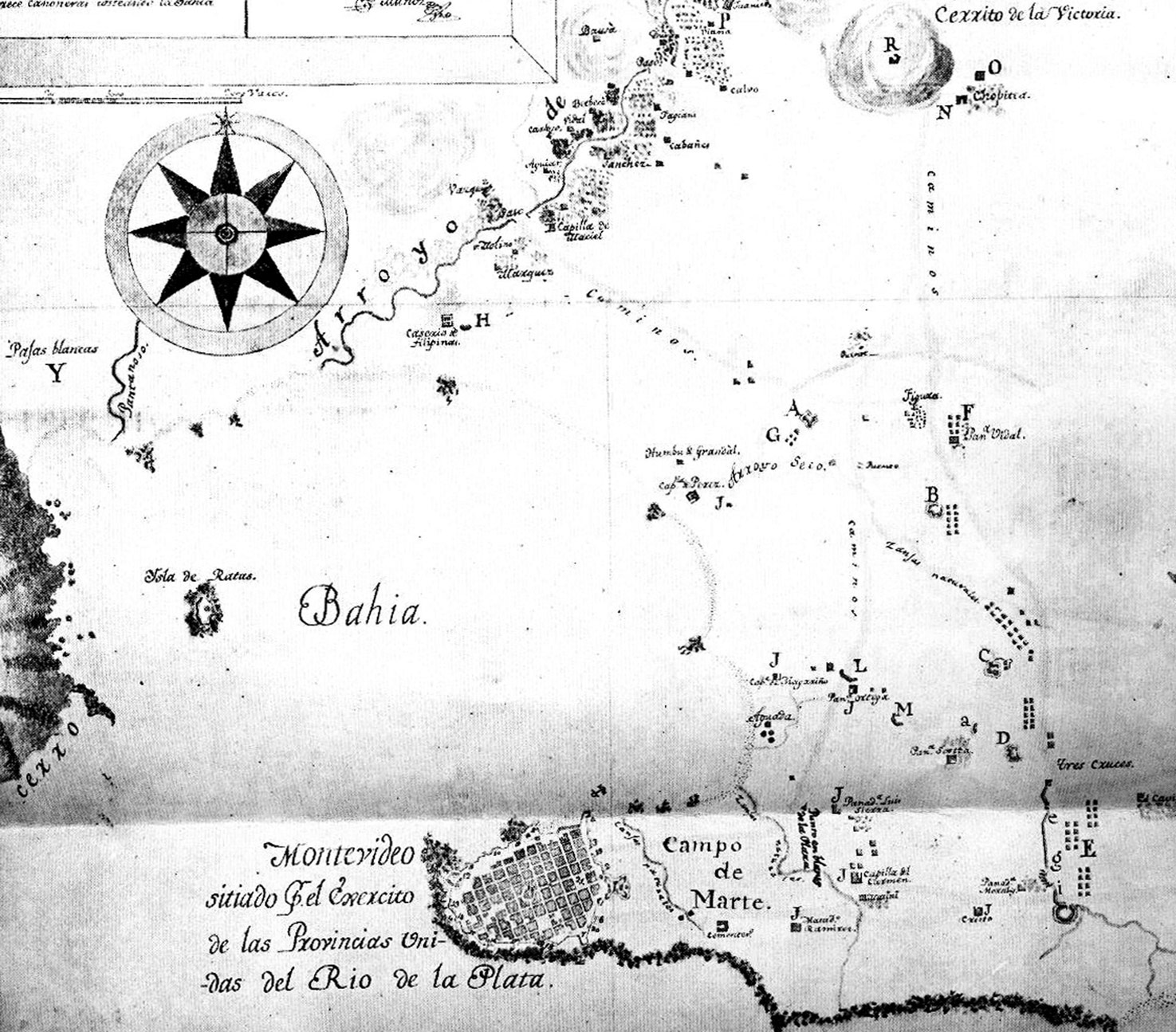
Plano de Montevideo de 1813 donde se incluye la isla con su denominación Isla de Ratas

En diferentes etapas históricas recibió los nombres de: isla de la Guerrilla, isla de las Gaviotas, isla de los Franceses,  isla de los Conejos e isla de las Palomas.
En el transcurso del siglo XIX la isla fue arrendada a la estación naval británica surta en el Río de la Plata, y fue también utilizada como lugar de aislamiento para las tripulaciones y pasajeros en cuarentena.
En 1931 se construyó en la isla un hangar y una rampa de hidroaviones, y pasó a depender de la Armada Uruguaya como base aeronaval, inaugurándose como tal el 21 de febrero de 1933.
En 1938 se tienden entre tierra firme y la isla los cables de electricidad y teléfono.
La Armada utilizó la base hasta el año de 1950, cuando dejó las instalaciones para mudarse a la nueva base aeronaval de Laguna del Sauce. Luego del retiro de la Armada, la base de la isla fue convertida en un depósito portuario.